# Воскодавська сільська рада
Воскода́вська сільська́ ра́да — орган місцевого самоврядування в Гощанському районі Рівненської області. Адміністративний центр — село Воскодави.

## Загальні відомості
- Воскодавська сільська рада утворена 28 липня 1992 року.
- Територія ради: 12,693 км²
- Населення ради: 651 особа (станом на 2001 рік)
- Територією ради протікає річка Горинь.

## Населені пункти
Сільській раді підпорядковані населені пункти:
- с. Воскодави

## Історія
3 квітня 2013 року Рівненська обласна рада виправила технічну помилку: у Гощанському районі змінила підпорядкованість села Діброва: виведено зі складу Воскодавської сільради і введено до складу Малинівської сільради. (Підстава Довідники АТУ за 1969, 1973, 1987, 2012 роки; ВВРУ, 1992 року, № 30, с. 1030).

## Склад ради
Рада складається з 14 депутатів та голови.
- Голова ради: Ющук Ольга Андріївна
- Секретар ради: Веренько Світлана Петрівна

### Керівний склад попередніх скликань
| ПІБ                               | Основні відомості                                                                             | Дата обрання | Дата звільнення |
| --------------------------------- | --------------------------------------------------------------------------------------------- | ------------ | --------------- |
| Вертелецький Володимир Степанович | Сільський голова, 1973 року народження, член Соціал-демократичної партії України (об'єднаної) | 26.03.2006   | 31.10.2010      |
| Ющук Ольга Андріївна              | Сільський голова, 1961 року народження, Всеукраїнське об'єднання «Батьківщина»                | 31.10.2010   |                 |

Примітка: таблиця складена за даними сайту Верховної Ради України